# Муникан
Муника́н — река в Тугуро-Чумиканском районе Хабаровского края России, правый приток Конина.
Берёт начало двумя истоками (Левый и Правый Муникан) между хребтами Тайканским, Бюко и Ям-Алинь. Длина реки — 162 км, площадь водосборного бассейна — 2320 км².

## Данные водного реестра
По данным государственного водного реестра России относится к Амурскому бассейновому округу, речной бассейн реки Амур, речной подбассейн реки — Амур от впадения Уссури до устья, водохозяйственный участок — реки бассейна Охотского моря от границы бассейна реки Уда до мыса Лазарева без реки Амур.
Код объекта в государственном водном реестре — 20030900312119000166556.